# 中国船舶重工集団
中国船舶重工集団公司（ちゅうごくせんぱくじゅうこうしゅうだん₋こうし）はかつて存在した中華人民共和国の国有持株会社。傘下の企業は造船および舶用機器の製造を主な業務としている。

## 概要
同集団傘下に約八十社の企業および団体を有する。同集団の本部は北京に所在するが、傘下の企業および団体は主に渤海周辺、長江中流の武漢周辺、長江上流の重慶周辺の三地域に立地している。
本集団は競合する国有持株会社である中国船舶工業集団公司とともに、産業政策、役員人事、資産管理などの面で中国政府の複数の関連部門から管理される。
中国船舶重工集団公司（CSIC）は中国船舶工業集団公司（CSSC）と比較して、造船施設の能力（超大型のドック・船台の数）の面で幾分見劣りがするが、一方で研究体制の面では歴史のある研究所を多く抱えており優れている。
2019年、中国船舶工業と経営統合し解散。

## 沿革
中国における造船業は、改革開放前は国務院の第一機械工業部の管理を経て、第六機械工業部の管理下に置かれ、国営の造船廠や公営の船舶工場がそれぞれ独立して運営されていた。これらは輸入および国内建造船舶の修繕、艦艇の建造と装備の生産が主業務であり、ほとんどが国内向けであった。軍、公的セクターから注文を受け、統一管理されることはなかった。
改革開放が始まり、ばらばらの造船廠を統一管理することを目的として、1982年に中国船舶工業総公司が創設され、全国の造船事業を管轄するとともに全国の各造船廠を統一管理した。
1999年、更なる資源配分の効率化、生産性の向上を目的として競争原理を導入し、中国船舶工業総公司は中国船舶重工集団公司（CSIC）と中国船舶工業集団公司（CSSC）の二つの国有企業集団に分割された。
2019年、中国船舶重工集団と中国船舶工業集団とは経営統合し、中国船舶集団となった。

## グループ企業
以下のグループ内企業名は、2017年4月22日現在の中国船舶重工集団公司の公式ウェブサイトの企業説明のページを参照した。

### 一.中間持株会社
- 大連船舶投資控股有限公司
- 渤海造船廠集団有限公司（軍事関連事業も行う）
- 武漢船舶投資控股有限公司

### 二.上場子会社
- 中国船舶重工股份有限公司（中間持株会社）
- 風帆股份有限公司

### 三.中国船舶重工股份有限公司の子会社
船舶建造・修繕事業
- 大連船舶重工集団有限公司
  - 大連船舶重工集団海洋工程有限公司
  - 大連船舶重工集団船務工程有限公司
  - 山海関船舶重工有限責任公司
- 渤海船舶重工有限責任公司
- 武昌船舶重工集団有限公司
- 青島北海船舶重工有限責任公司

舶用機器事業
- 大連船用柴油機有限公司（低速ディーゼル）
- 武漢重工鋳鍛有限責任公司（プロペラ軸、クランク軸、コンロッド）
- 大連船用推進器有限公司（推進システム）
- 大連船用閥門有限公司（舶用バルブ）
- 山西平陽重工機械有限責任公司
- 中船重工中南装備有限責任公司（精密光学機器、深水ポンプ他）
- 宜昌江峡船用機械有限責任公司
- 重慶長征重工有限責任公司
- 重慶紅江機械有限責任公司
- 重慶躍進機械廠有限公司
- 重慶江増船舶重工有限公司
- 重慶衡山機械有限責任公司（プロペラ）
- 青島双瑞海洋環境工程有限公司（防食装置、造水装置、バラスト水処理装置）

その他の事業
- 中船重工七所科技控股有限公司
  - 天津七所高科技有限公司
  - 天津七所精密機電技術有限公司
  - 九江七所精密機電科技有限公司
- 中船重工杰瑞科技控股有限公司
  - 連雲港杰瑞電子有限公司
  - 青島杰瑞自動化有限公司
  - 連雲港杰瑞自動化有限公司
- 中船重工双瑞科技控股有限公司
  - 厦門双瑞船舶塗料有限公司
  - 洛陽双瑞防腐工程材料有限公司
  - 洛陽双瑞橡塑科技有限公司
  - 洛陽双瑞達特銅有限公司
- 厦門翔瑞科技投資有限公司
- 中船重工船舶設計研究センター有限公司
- 中船重工物資貿易（北京）有限公司

### 四.非上場子会社
船舶建造・修繕事業
- 天津新港船舶重工有限責任公司
- 重慶川東船舶重工有限責任公司

舶用機器事業
- 宜昌船舶柴油機有限公司（低速ディーゼル）
- 陝西柴油機重工有限公司（中・高速ディーゼル、ディーゼル発電機）
- 河南柴油機重工有限責任公司（高速ディーゼル）
- 武漢船用機械有限責任公司（推進・操舵装置、ウインチ・クレーン）
- 重慶歯輪箱有限責任公司（減速ギアボックス）
- 中船重工重慶液圧機電有限公司（油圧装置）
- 重慶長江塗装設備有限責任公司（塗装技術）
- 武漢中北造船設備有限公司（イナートガス供給装置他）
- 上海航海儀器有限責任公司（航海計器）
- 重慶前衛儀表有限責任公司（航海計器）
- 淄博火炬能源有限責任公司（バッテリー）
- 湖北華舟重工応急装備股份有限公司
- 瀋陽遼海装備有限責任公司（エレベーター他）
- 中船重工海声科技有限公司（ソナー、電波航法装置他）
- 北京長城電子装備有限責任公司
- 昆明船舶設備集団有限公司
- 重慶華渝電気儀表総廠
- 重慶長平機械廠
- 重慶清平機械廠
- 西安東風儀表廠

軍事関連事業
- 大連造船廠集団有限公司
- 渤海造船廠集団有限公司
- 武昌造船廠集団有限公司

その他の事業
- 深圳船舶工業貿易公司
- 山西汾西重工有限責任公司
- 重慶遠風機械有限公司
- 重慶海装風電設備有限公司
- 河北漢光重工有限責任公司
- 山西江淮重工有限責任公司
- 中船重工建築工程設計研究院有限責任公司
- 中船重工遠舟（北京）科技有限公司
- 中船重工股份有限公司
- 中船重工物業管理有限公司

### 五.地区管理機構
- 大連船舶工業公司（集団）
- 西安船舶設備工業公司
- 武漢船舶工業公司
- 重慶船舶工業公司
- 天津船舶工業公司

### 六.科学研究単位
- 中船重工集団702研究所
- 中船重工集団天津修船技術研究所
- 中国艦船研究院
- 中国艦船研究設計センター
- 中国船舶科学研究センター
- ハルビン船舶ボイラー・タービン機械研究所
- 上海船舶設備研究所
- 天津航海儀器研究所
- 西安精密機械研究所
- 武漢デジタル工程研究所
- 宜昌測試技術研究所
- 中船重工集団711研究所（上海船用柴油機研究所）
- 武漢船用電力推進装置研究所
- 鄭州機電工程研究所
- 中国船舶信息センター
- 杭州応用音響学研究所
- 江蘇自動化研究所
- 華中光電技術研究所
- 邯鄲浄化設備研究所
- 武漢第二船舶設計研究所
- 武漢船舶通信研究所
- 揚州船用電子儀器研究所
- 南京船舶レーダ研究所
- 洛陽船舶材料研究所
- 上海船舶電子設備研究所
- 大連測控技術研究所
- 昆明船舶設備研究試験センター
- 熱加工工芸研究所
- 技術档案館

### 七.その他の事業単位
- 大連療養院
- 江蘇科技大学

### 八.6大専業会社
- 中船重工財務有限責任公司
- 中船重工科技投資発展有限公司
- 中船重工軍品技術研究センター
- 中国船舶重工国際貿易有限公司
- 中船重工船舶設計研究センター有限公司（中国船舶重工股份傘下）
- 中船重工物資貿易集団有限公司

### 九.海外事業会社
- 中国船舶重工国際貿易（香港）有限公司
- 中国ギリシャ海商服務有限公司
- 中船重工船舶貿易及管理公司
- 中国太平洋船務有限公司
- 中国船舶重工国際貿易有限公司ハンブルク代表処
- 中国船舶重工国際貿易有限公司モスクワ代表処
- 中国船舶重工国際貿易有限公司イスラマバード代表処
- 中国船舶重工国際貿易有限公司カイロ代表処
- 中国海事発展有限公司

## 不祥事
2019年1月7日、中国最高人民検察院は、中国船舶重工グループの前社長である孫波を収賄罪、職権乱用の容疑で逮捕したと発表。香港のサウスチャイナ・モーニング・ポストは、中国船舶重工集団が建造していた航空母艦遼寧の重大な軍事機密を漏洩した疑いがあると報じている。